# Get Yer Ya-Ya’s Out!
Get Yer Ya-Ya’s Out! ist ein 1969 in den USA aufgenommenes und 1970 erstmals veröffentlichtes Livealbum der britischen Band The Rolling Stones.

## Geschichte des Albums
Das Livealbum wurde bei drei Konzerten im Madison Square Garden in New York City (am 27. und 28. November 1969) sowie bei einem Konzert in Baltimore (am 26. November 1969) aufgenommen – während einer USA-Tournee der Rolling Stones, der ersten Tour nach drei Jahren Pause.
Get Yer Ya-Ya’s Out! ist das erste Album der Rolling Stones mit dem für das Gründungsmitglied Brian Jones eingewechselten Gitarristen Mick Taylor, der bereits bei Country Honk und Live With Me des vorher veröffentlichten Studioalbums Let It Bleed mitgewirkt hatte. Sein Slide-Guitar-Spiel gibt den Aufnahmen einen besonderen Klang, verglichen mit anderen Live-Aufnahmen der Stones. Neben weiteren neun Stücken enthält das Album eine etwa neunminütige Fassung des Stücks Midnight Rambler. Dabei handelt es sich um einen der wenigen nicht nachbearbeiteten Songs, denn die ursprünglichen Aufnahmen wurden durch zahlreiche Overdubs verändert. Bei manchen Stücken sang Mick Jagger die Leadstimme im Studio noch einmal ein; auch der Hintergrundgesang von Keith Richards wurde nochmals im Studio aufgenommen. Bei der Aufnahme des Songs Sympathy for the Devil schnitt man nachträglich eine Strophe heraus.
Die Frontseite des Covers wurde von David Bailey fotografiert, der bereits in den frühen Tagen der Rolling Stones (u. a. No. 2, Out of Our Heads) tätig war. Die Fotos auf der Rückseite der Plattenhülle stammen von Ethan Russell und zeigen die Bandmitglieder bei ihren Liveauftritten. Die Gestaltung des Covers koordinierte John Kosh.  Das Album war das letzte reguläre Decca-Album der Rolling Stones.
Ursprünglich sollte das Album als Doppel-LP erscheinen, wobei auf der zweiten Platte u. a. Ike & Tina Turner  und B. B. King mitwirken sollten. Aber nach Weigerung der Plattenfirma mit dem Argument, dass sich eine Doppel-LP nicht verkaufen lasse, wurde dieses Projekt fallen gelassen.
Das Album stieg in der Woche vor dem 19. September 1970 auf Platz eins in die britischen Charts ein, den es eine weitere Woche gegen Simon and Garfunkels Album Bridge over Troubled Water halten konnte. Insgesamt blieb die Langspielplatte 15 Wochen lang in der Liste notiert. In den USA erreichte das Album die Chart-Position 6 der Billboard-Charts.
Der Name des Albums wurde von dem 1938 erstmals aufgenommenen Blues-Song Get Your Yas Yas Out  des US-Bluessängers und -Gitarristen Blind Boy Fuller (1907–1941) in nur geringfügig geänderter Schreibweise übernommen. Der bei Fuller als Yas Yas geschriebene Begriff ist ein Ausdruck für ass (Arsch).

## Titelliste
Alle Titel sind von Jagger/Richards, außer wo angegeben.
1. Jumpin’ Jack Flash (New York City, 27. November 1969) – 4:02
2. Carol (Chuck Berry) (New York City, 28. November 1969, 1. Show) – 3:46
3. Stray Cat Blues (New York City, 28. November 1969, 1. Show) – 3:46
4. Love in Vain (Robert Johnson) (Baltimore, 26. November 1969) – 4:56
5. Midnight Rambler (New York City, 28. November 1969, 2. Show) – 9:04
6. Sympathy for the Devil (New York City, 28. November 1969, 1. Show) – 6:51
7. Live with Me (New York City, 28. November 1969, 2. Show) – 3:02
8. Little Queenie (Chuck Berry) (New York City, 28. November 1969, 1. Show) – 4:33
9. Honky Tonk Women (New York City, 27. November 1969) – 3:34
10. Street Fighting Man (New York City, 28. November 1969, 1. Show) – 4:03